# 原新鬣兽属
原新鬣兽属（学名：Prodissopsalis）为鬣齿兽目的一个属。

## 下属物种
本属包括以下物种：
- Imperatoria gallwitzi Matthes, 1952
- Imperatoria hageni Matthes, 1952
- 始新原新鬣兽 Prodissopsalis eocaenicus Matthes, 1952